# Jacqueline Vogt
Jacqueline Vogt (* 7. März 1969 in Triesenberg) ist eine ehemalige Liechtensteiner Skirennläuferin.

## Biografie
Vogt besuchte ein Ski-Gymnasium und nahm an den Juniorenweltmeisterschaften 1986 teil. Bei den Olympischen Winterspielen 1988 trat sie in allen fünf Disziplinen des alpinen Skisports an. In der Alpinen Kombination belegte sie den 18. und im Riesenslalom den 21. Platz. In den anderen drei Wettläufen erreichte sie das Ziel nicht. In dieser Zeit absolvierte sie Praktika, lernte Sprachen und belegte Abendkurse. 1991 gründete sie mit ihren Eltern ein Treuhand- und Vermögensverwaltungsbüro in Balzers, welches sie später mit ihrem Bruder Daniel, der ebenfalls Skirennläufer war, übernahm.